# Pontiac 6000
Pontiac 6000 je osobní automobil střední třídy, který byl představen značkou Pontiac v roce 1981 jako auto modelového roku 1982. Velikostně byl umístěn mezi menší Phoenix a větší Bonneville (dříve Le Mans). Platformu a většinu mechanických částí sdílel s vozy Buick Century, Chevrolet Celebrity a Oldsmobile Cutlass Ciera.

## Přehled

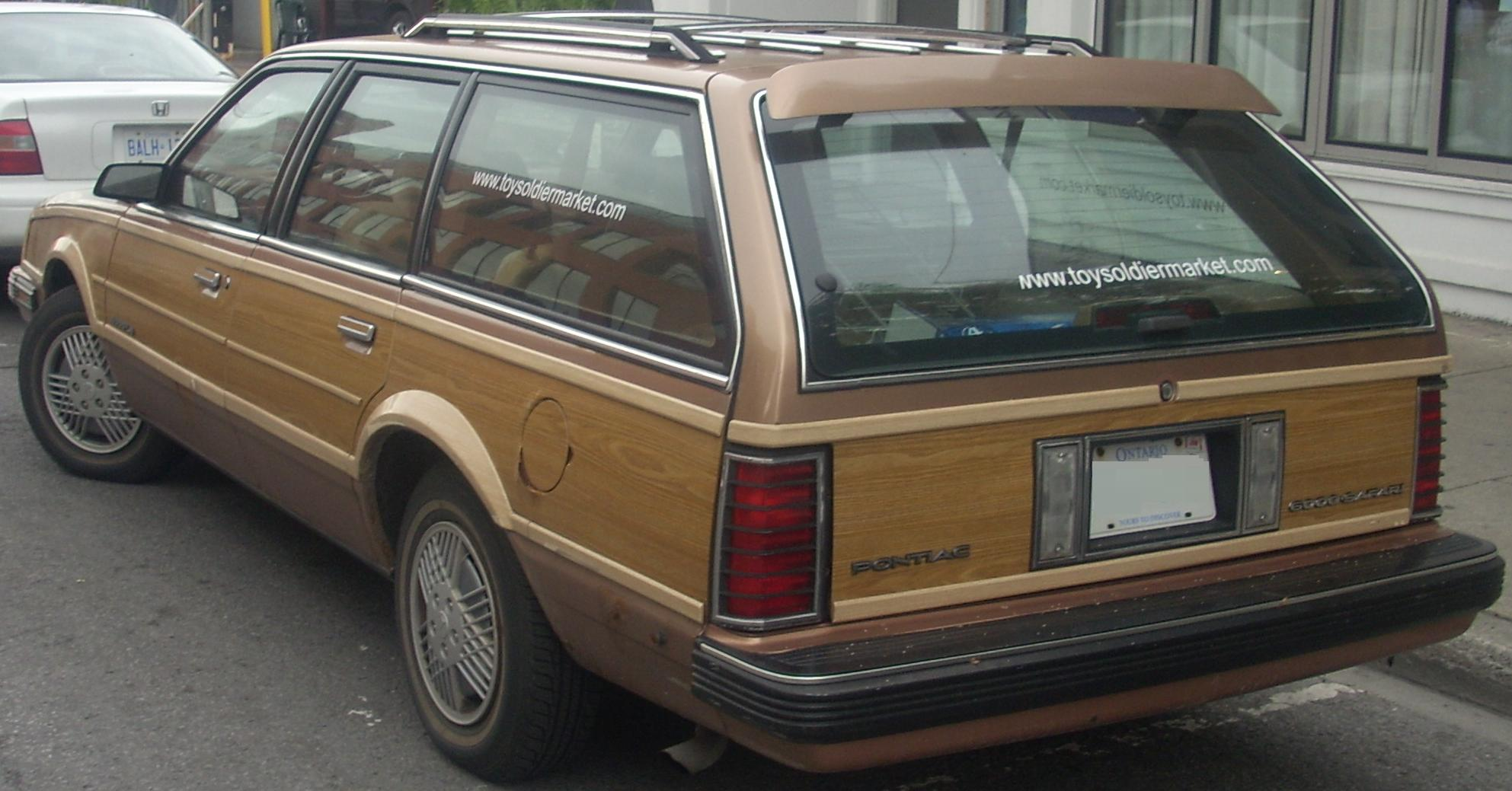
Pontiac 6000 Safari (1989–1991)

Ačkoliv General Motors již mělo platformu pro vozy střední třídy, konkrétně platformu A-body představenou roku 1978, používanou např. na voze Pontiac Le Mans, pro své nové modely navrhlo novou, menší platformu X-body (ačkoli se ji interně stále říkalo A-body).

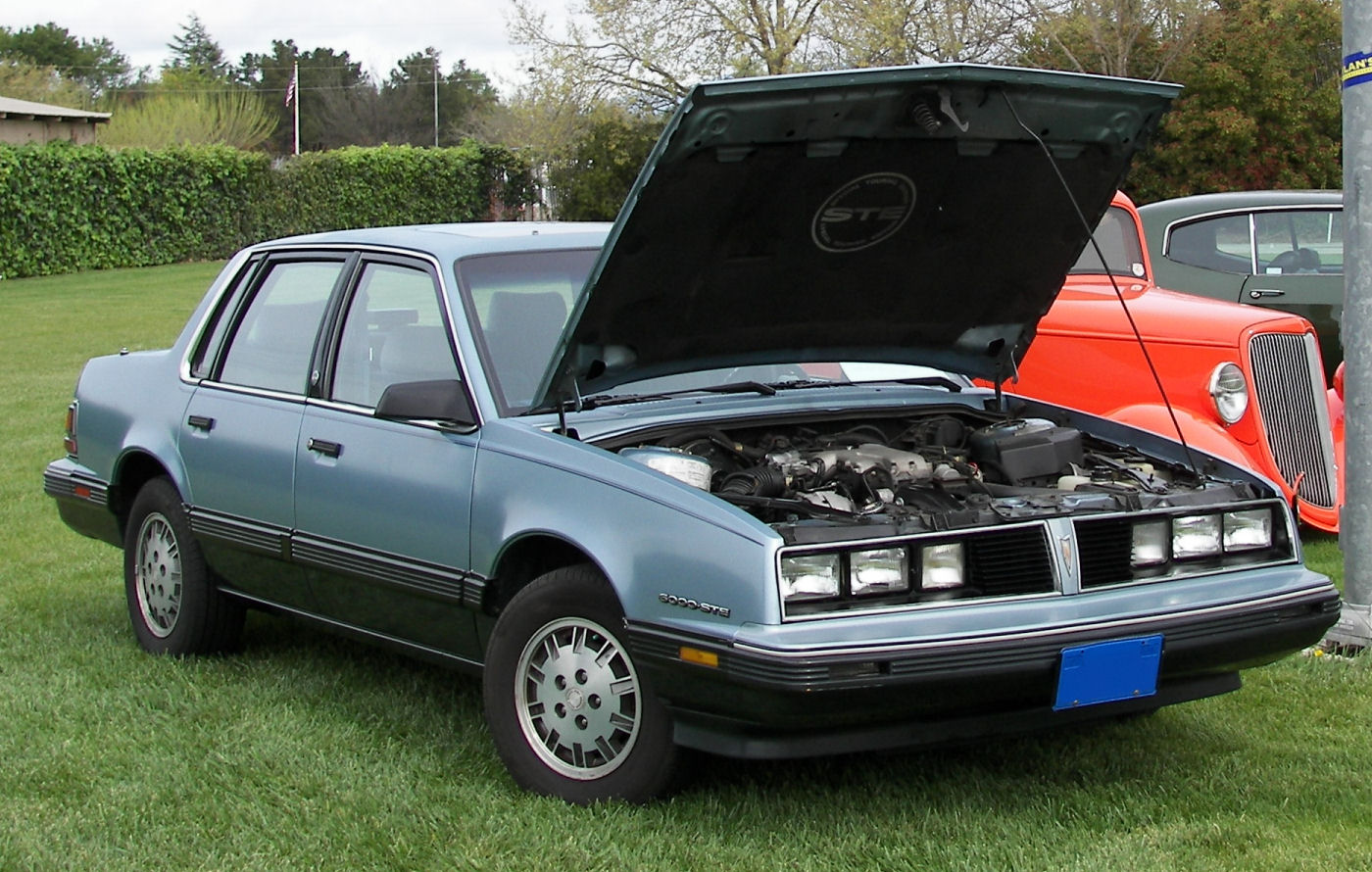
Pontiac 6000 STE (1985)

Pontiac 6000 se vyráběl na montážní lince Oshawa v Ontariu v Kanadě od roku 1981 do roku 1988 a na montážní lince v Oklahoma City až do ukončení výroby modelu v roce 1991. Od roku 1984 byl model 6000 nejlépe prodávaným Pontiacem, s více než 122 000 prodanými kusy.

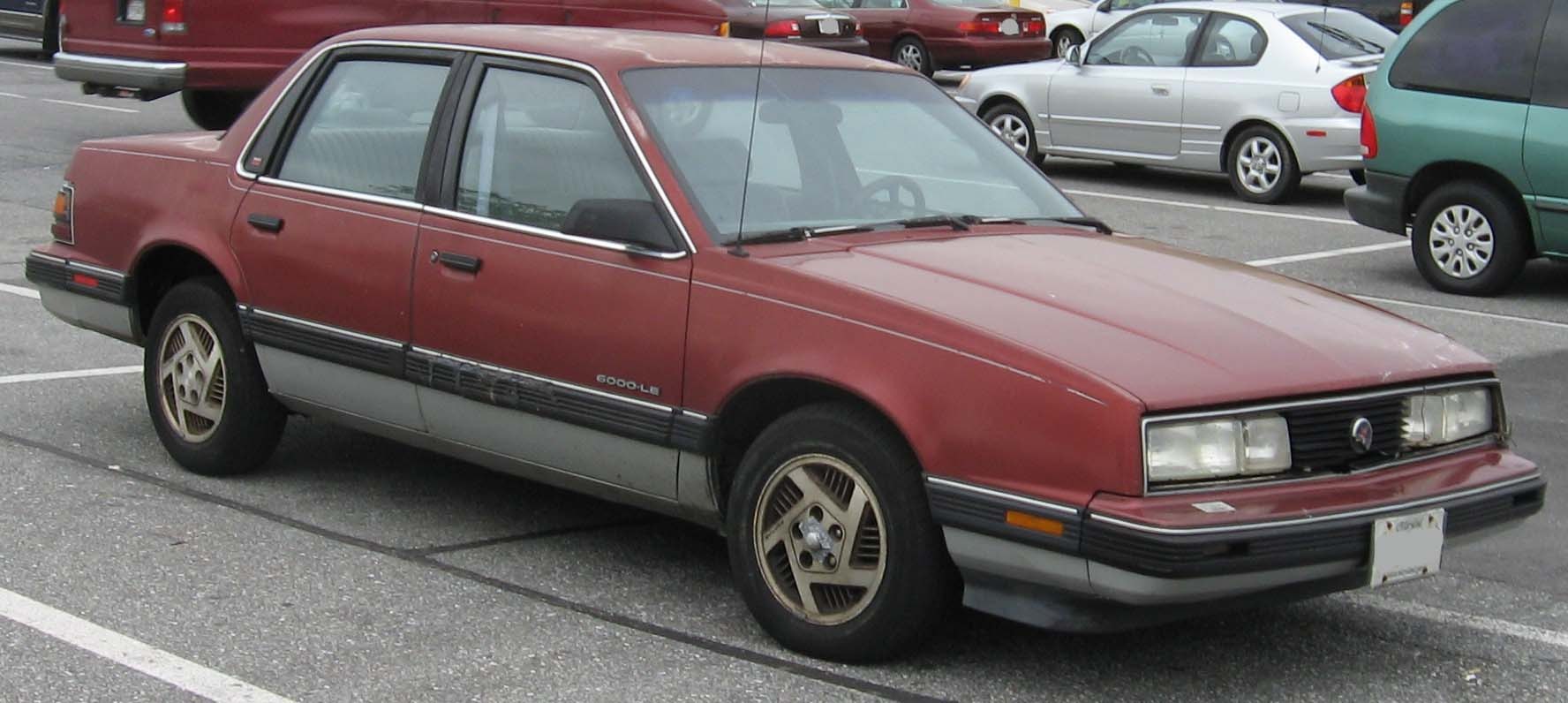
Pontiac 6000 LE sedan (1989–1991)

Prodej byl v roce 1982 zahájen s dvěma možnostmi výbavy: základní 6000 a luxusnější 6000 LE. Základním motorem byl nově vyvinutý 2,5litrový čtyřválec Tech IV s 90 koňskými silami (67 kW). Motory za příplatek byly 2,8litrový šestiválec, který produkoval 112 koňských sil (84 kW), nebo 4,3litrový V6 diesel od Oldsmobile (85 koní, 63 kW). Dieselový motor byl ovšem poruchový a celkově neoblíbený, tudíž se roku 1985 přestal nabízet. 2,8litrový motor byl téhož roku upraven a došlo ke zvýšení výkonu na 135 koní (101 kW), ovšem výhradně pro novou sportovní výbavu STE. Roku 1986 byl vylepšený motor přidán i do nabídky ostatních výbav. Roku 1984 bylo přestavena varianta kombi známá jako 6000 Safari. Prvního faceliftu se Pontiac 6000 dočkal v roce 1989. Vůz byl zakulacen, byly modernizovány přední světla a maska a karoserie kupé byla vypuštěna z nabídky. V roce 1990 došlo k nahrazení 2,8litrového motoru silnějším 3,1 litrem a z nabídky zmizela sportovní varianta STE. Výroba 6000 byla ukončena v roce 1991 a model byl nahrazen vozem Pontiac Grand Prix. Safari byl poslední vůz karoserie kombi, který kdy Pontiac vyrobil.
Poslední Pontiac 6000 sjel z montážní linky 22. července 1991.

## Ocenění
Magazín Car and Driver jmenoval sportovní 6000 STE jedním z deseti nejlepších vozů na trhu v letech 1983, 1984 a 1985.